# Final da Copa do Brasil de Futebol de 1991
A Final da Copa do Brasil de Futebol de 1991 foi a decisão da terceira edição desta competição. Foi realizada em duas partidas, com mando de campo alternado entre as duas equipes participantes, Criciúma e Grêmio.

## Primeira partida
| 30 de maio | Grêmio       | 1 – 1  | Criciúma   | Estádio Olímpico Monumental                        |
| 19h30m     | Maurício 83' | Report | 14' Vilmar | Público: 32,052 Árbitro: Márcio Rezende de Freitas |

| Grêmio | Criciúma |

| GRÊMIO FBPA: |                 |                   |
|              |                 |                   |
| G            |                 | Gomes             |
| LD           | Substituído     | China             |
| M            | Entrou em campo | Jamir             |
| Z            |                 | Vilson            |
| Z            |                 | João Marcelo      |
| LE           |                 | Hélcio            |
| V            | Substituído     | Donizete Oliveira |
| M            | Entrou em campo | Darci             |
| M            |                 | João Antônio      |
| M            |                 | Norberto          |
| M            |                 | Caio              |
| A            |                 | Maurício          |
| A            |                 | Nando             |
| Técnico:     |                 |                   |
| Dino Sani    |                 |                   |

| CRICIÚMA EC:        |                 |                |
|                     |                 |                |
| G                   |                 | Alexandre      |
| LD                  |                 | Sarandí        |
| Z                   |                 | Vilmar         |
| Z                   |                 | Altair         |
| LE                  |                 | Itá            |
| V                   |                 | Roberto Cavalo |
| V                   |                 | Grizzo         |
| M                   |                 | Zé Roberto     |
| M                   |                 | Gelson         |
| A                   | Substituído     | Jairo Lenzi    |
| M                   | Entrou em campo | Vanderlei      |
| A                   |                 | Soares         |
| Técnico:            |                 |                |
| Luiz Felipe Scolari |                 |                |

## Segunda partida
| 2 de junho | Criciúma | 0 – 0  | Grêmio | Estádio Heriberto Hülse                            |
| 15h00m     |          | Report |        | Público: 19,525 Árbitro: Cláudio Vinícius Cerdeira |

| Criciúma | Grêmio |

| CRICIÚMA EC:        |                 |                |
|                     |                 |                |
| G                   |                 | Alexandre      |
| LD                  |                 | Sarandí        |
| Z                   |                 | Vilmar         |
| Z                   |                 | Altair         |
| LE                  |                 | Itá            |
| V                   |                 | Roberto Cavalo |
| V                   | Substituído     | Grizzo         |
| M                   | Entrou em campo | Vanderlei      |
| M                   |                 | Zé Roberto     |
| M                   |                 | Gelson         |
| A                   |                 | Jairo Lenzi    |
| A                   |                 | Soares         |
| Técnico:            |                 |                |
| Luiz Felipe Scolari |                 |                |

| GRÊMIO FBPA: |                 |                   |
|              |                 |                   |
| G            |                 | Sidmar            |
| LD           |                 | Chiquinho         |
| Z            |                 | Vilson            |
| Z            |                 | João Marcelo      |
| LE           |                 | Hélcio            |
| V            |                 | Donizete Oliveira |
| M            |                 | João Antônio      |
| M            |                 | Norberto          |
| M            |                 | Caio              |
| A            |                 | Maurício          |
| A            | Substituído     | Nando             |
| M            | Entrou em campo | Darci             |
| Técnico:     |                 |                   |
| Dino Sani    |                 |                   |

## Campeão
| Campeão da Copa do Brasil de 1991 |
| Santa Catarina                    |
| --------------------------------- |
| CRICIÚMA (1º título)              |